# Bon Retour au pays, camarades
Pour plus de détails, voir Fiche technique et Distribution.
Bon Retour au pays, camarades (Καλή πατρίδα, σύντροφε, Kali patrida, syntrophe), parfois aussi Beloiannisz, est un film grec réalisé par Lefteris Xanthopoulos et sorti en 1986.

## Synopsis
Après la guerre civile grecque, une partie des communistes vaincus de l'armée démocratique de Grèce se réfugièrent en Hongrie. Il y fondèrent, à 50 km au sud de Budapest le village de Beloiannisz. En 1950, ils étaient 1 800 Grecs à y habiter. Après la chute de la dictature des colonels, le retour à la démocratie (et surtout la victoire du PASOK en 1981), les Grecs réfugiés de Beloiannisz commencèrent à retourner dans leur pays, parfois avec leurs enfants nés en Hongrie.
Au moment du tournage du film, en 1985, environ 500 Grecs résidaient encore à Beloiannisz. Cette docufiction suit les habitants grecs du village, dont certains ont fait le choix de retourner dans leur pays d'origine.

## Fiche technique
- Titre : Bon Retour au pays, camarades ou Beloiannisz
- Titre original : Καλή πατρίδα, σύντροφε (Kali patrida, syntrophe)
- Réalisation : Lefteris Xanthopoulos
- Scénario : Lefteris Xanthopoulos, Giorgos Bramos et Fekete Ibolya
- Direction artistique :
- Décors :Panos Papadopoulos
- Costumes : Panos Papadopoulos
- Photographie : Andreas Sinanos
- Son :Thanassis Arvanitis
- Montage : Antonis Tembos
- Musique : Helen Karaindrou
- Production :  Lefteris Xanthopoulos et Centre du cinéma grec
- Pays d'origine :  Grèce
- Langue : grec
- Format :  Couleurs, 35 mm
- Genre : Documentaire
- Durée : 85 minutes
- Dates de sortie : 1986

## Distribution
- Athina Papadimitriou
- Peter Trokan
- Habitants de Beloiannisz

## Récompenses
- Festival du cinéma grec 1986 (Thessalonique) : meilleur jeune réalisateur, meilleure musique
- Festival international du film de Locarno 1986 : mention spéciale du jury